# Reskript
Das Reskript (lateinisch rescriptum, etwa „Antwortschreiben“, „Rückantwort“) ist im römischen Recht eine wichtige Rechtsquelle (constitutio), mit der der Princeps an seine Kanzlei gerichtete Rechtsersuchen im Einzelfall aufgriff und verbindlich regelte. Zumeist nahmen die Bescheide die Gestalt von Briefen (epistulae) oder auf Anfragen geschriebene Antworten subscriptiones an. Abzugrenzen ist das Reskript im römischen Recht vornehmlich gegenüber dem Dekret (decretum), einer Verfügung im Einzelfall, und dem Edikt (edictum), einer Allgemeinverfügung.

## Römisches Recht
Per Reskript wurden Anfragen oder Eingaben öffentlicher oder privater Personen schriftlich durch den Kaiser und dessen Sekretariate beantwortet. Die Forschung weist darauf hin, dass ein wichtiges Leistungsmerkmal des Reskripts in Kaiserzeit außerdem darin gelegen habe, provinziale Rechtsvorstellungen mit dem stadtgeprägten Recht Roms abzustimmen. Seit der Zeit der Severer versuchte die Reskriptenpraxis die unterschiedlichen Bedürfnisse und Einflüsse aus den Regionen rechtlich zu berücksichtigen. Beispielhaft kann die longi temporis praescriptio herangezogen werden, eine ersitzungsähnliche Einrede zum Eigentumsschutz, die es in Rom so vormals nicht gab.
Die Reskripte (rescripta) gehörten ihrem Ursprung nach zu den „Rechtsauskünften auf Anfragen“. Abzugrenzen waren die Mandate (mandata), die als „Befehle“ beziehungsweise „Dienstanweisungen an Beamte“ zu verstehen sind. Ulpian zählte mandata nicht zu den constitutiones, wenngleich sie Bedeutung für die Rechtsfindung hatten. Anders Edikte und Dekrete. Mit seinen Edikten (edicta) erließ der Kaiser Verordnungen, kaiserliche allgemeine Anordnungen und mit Dekreten (decreta), Einzelfallanordnungen, auch kaiserlichen Gerichtsentscheidungen. Die Maßnahmen zählen in ihrer Gesamtheit zum unmittelbaren römischen Kaiserrecht, das rechtliche Außenwirkung (Gesetzeskraft) von ihnen ausging. Die gesammelten Reskripte sind Bestandteil der justinianischen Gesetzgebung. Erhalten geblieben sind sie im später so genannten Corpus iuris civilis, das den umfangreichsten Teil des überlieferten römischen Rechts ausmacht.
Das Reskript selbst hatte reaktiven Charakter, denn es war die Antwort auf rechtliche Anfragen, die die kaiserliche Rechtskanzlei erreichten. Sie dienten gleichzeitig der Rechtsaufsicht und enthielten spätestens seit der severischen Zeit Vorgaben, die die Träger des Rechtsvollzugs – Richter, Beamte und Statthalter – zu berücksichtigen hatten. In der Praxis hielten die jeweiligen Entscheidungsträger Rücksprache mit der kaiserlichen Kanzlei, um die eigenen geplanten Maßnahmen abzusichern. Die Absicherung war notwendig, um nicht Suppliken (supplicationes) oder möglichen Berufungsverfahren (appellationes) ausgesetzt zu sein. Häufig waren Reskripte aber auch über den kurzen Dienstweg zum Kaiser zu erhalten, soweit sie über dessen hohe Funktionäre eingesteuert waren. Antworten der Kanzlei waren rechtlich bindend; das einzige Rechtsmittel bestand darin, zu behaupten, dass der Inhalt des Schreibens an die Kanzlei von Anfang an nicht korrekt war. Traditionell erging das Reskript entweder in Form eines Briefes (epistula), oder die Antwort wurde unmittelbar unter den Text des Eingabeschreibens notiert (subscriptio). In dieser Form war das Institut nicht allein im klassischen Recht gebräuchlich.
Final klärungsbedürftig bleibt die Frage der Verfahrensweise zur Bekanntgabe der subscriptiones. Einerseits legen dokumentarische Quellen nahe, dass eine Ausfertigung an den Petenten erging, während ein weiteres Exemplar für Kontrollzwecke im Archiv verwahrt worden sein soll, andererseits soll die Auskunft seit Hadrian (möglicherweise erst Antoninus Pius) aus Gründen der Verfahrensvereinfachung nur noch zur (allgemeinen) Kenntnisnahme ausgehängt worden sein. Auch das byzantinische Recht und das im Heiligen Römischen Reich Deutscher Nation gültige Recht bedienten sich der römischen Tradition. Später bedienten sich noch verschiedene deutsche Bundesstaaten und weitere Länder, die die römische Rechtstradition pflegten, dieser Bescheidungsform.
Ein bekanntes Beispiel für ein Reskript ist die Antwort von Kaiser Trajan auf die Anfrage des Statthalters Plinius des Jüngeren im Jahr 112 n. Chr., wie er vorgehen soll, wenn Christen angezeigt werden.

## Kanonisches Recht
Das römisch-katholische Kirchenrecht hat das Institut des Reskriptes im Prinzip unverändert aus dem römischen Verwaltungsrecht übernommen und als eine gängige Form der kanonischen Entscheidung von Einzelfällen durch die hierarchischen Oberen (Bischof, Papst) etabliert. Heute gehört das Reskript zu den im Codex Iuris Canonici geregelten Formen kirchlichen Verwaltungshandelns und bezieht sich auf Einzelfallentscheidungen des Heiligen Stuhls.
Systematisch gehört das Reskript zusammen mit dem Präzept (Verwaltungsbefehl) zu den Dekreten für Einzelfälle. Per Reskript werden dem Begünstigten auf entsprechendes Ersuchen (Petition) Gnadenerweise (Indulte) wie Dispensen oder Privilegien gewährt oder Erlaubnisse (Lizenzen) erteilt.
Ein Rescriptum ex Audientia SS.mi ist eine von einem Kurienmitarbeiter schriftlich fixierte mündliche Entscheidung des Papstes.